# Ravenna
|  | Per a altres significats, vegeu «Ravenna (desambiguació)». |

Ravenna —Ravêna en emilià-romanyol— és una ciutat d'Itàlia a l'Emília-Romanya, província de Ravenna. Té 150.000 habitants i el comú abraça una superfície de 652 km². L'any 1996, els seus monuments paleocristians foren declarats Patrimoni de la Humanitat per la UNESCO.
Els dipòsits al·luvials dels rius han cobert les antigues maresmes i llacunes que la rodejaven i avui és al bell mig d'una fèrtil plana. Té nombroses restes medievals, especialment esglésies. D'època romana, un arc triomfal conegut per Porta Aurea fou destruït el 1585; algunes basíliques són d'època romana; té també el mausoleu de la famosa Gal·la Placídia, germana d'Honori i mare de Valentinià III, i les restes del palau de Teodoric i el seu mausoleu. No gaire lluny de la ciutat hi ha la basílica de Sant Apol·linar in Classe, que marca el lloc de l'antic port de Classis, i la basílica de San Lorenzo in Cesarea marca el lloc del suburbi de Cesarea.

## Història

### Època romana
Fou una de les principals ciutats de la Gàl·lia Cispadana, situada a la costa vora una extensa zona de maresmes i llacunes. Tenia a 50 km al sud la ciutat d'Ariminum. No fou una ciutat dels gals, tot i que era dins el seu territori, segons Estrabó i Plini el Vell. Estrabó diu que era una colònia tessàlia (però això simplement vol dir que era un establiment pelàsgic) que fou colonitzada pels umbres, expulsats pels etruscs. Dels umbres va passar als romans. Plini, en canvi, diu que fou una ciutat dels sabins (probablement referint-se a un poble de llengua sabèl·lica).
El 89 aC apareix en possessió de Roma com a ciutat federada. En la Guerra civil entre Gai Mari i Sul·la fou ocupada per Metel, lloctinent del darrer, que la va fer base de les seves operacions. Juli Cèsar la va visitar sovint i fou el lloc on va concentrar les seves forces abans de creuar el Rubicó. També apareix esmentada sovint en les guerres civils entre Antoni i Octavi, especialment durant la Guerra de Perusa.
Estrabó l'esmenta com a colònia, igual que Ariminum, però no se sap en quin moment es va establir i en tot cas no va ser una colònia regular, ja que a diferència d'Ariminum no apareix pas en cap inscripció ni referència, però sí que se l'esmenta com a municipi.
Els edificis de la ciutat es van construir com els de Venècia, a l'aigua amb pilons, i estava encreuada en totes direccions per canals travessats per ponts o barques. Les llacunes es comunicaven amb la mar. Els canals eren netejats cada dia per la pujada de la marea, la qual cosa feia possible habitar la ciutat i que no l'afectés la malària.
A la desembocadura del riu Bedesis (modern Ronco), que passava al costat de la ciutat (a uns 5 km), hi havia el port, que August va convertir en estació permanent de la flota a la mar Adriàtica i el va ampliar de manera que podia allotjar fins a 250 vaixells de guerra, i fou dotat d'un far. Aquest port, que va créixer considerablement durant l'imperi, fou anomenat Portus Classis o simplement Classis. També s'hi van fer altres obres, com ara un canal que arribava des del port fins a les muralles de la ciutat. En la divisió d'August, fou la capital del Picè i residència del consularis o governador de la província. El seu problema principal era la manca d'aigua, assenyalada per diversos escriptors; les cisternes eren més valuoses que les vinyes.
El 193 fou ocupada per Septimi Sever en la seva marxa a Roma contra Didi Julià. El 238 Pupiè hi va reunir un exèrcit per oposar-se a Maximí, i estava en la feina quan va rebre la notícia de la mort de l'emperador davant Aquileia.
Fou també lloc de desterrament de personalitats: els primers, els caps germànics Armini i Marabod, i després altres.
El bisbat, i després l'arquebisbat de Ravenna, s'hi va fundar segons la tradició a mitjan segle I, però probablement a finals del segle ii o començaments del segle iii.
L'emperador Flavi Honori, després de la invasió d'Alaric va fer de la ciutat la seva residència el 404 perquè estava millor protegida. I posteriorment va continuar sent residència permanent dels emperadors.

## Edat Mitjana
A la caiguda de l'Imperi Romà d'Occident va restar capital del regne fundat per Odoacre. Derrotat per Teodoric el Gran, es va refugiar a la ciutat, on va romandre tres anys fins que es va haver de rendir. Teodoric també hi va establir la capital del Regne ostrogot d'Itàlia i la seva residència, així com els seus successors fins al 539. Vitigès va rendir la ciutat, per la fam, als assetjants romans d'Orient dirigits per Belisari i va esdevenir la capital dels governadors romans d'Orient d'Itàlia, amb el títol d'exarques. Per aquest motiu tota la província fou coneguda com l'Exarcat de Ravenna.
El 752 va caure en mans dels longobards i fou incorporada al Regne de Llombardia efímerament, ja que el 756 la van haver d'entregar al Papa Esteve II per imposició dels francs de Pipí el Breu. Fou llavors administrada pels bisbes, que des del temps dels romans d'Orient tenien el privilegi de ser autocèfals, cosa que els donava una autoritat superior a altres bisbes, i van incrementar la seva riquesa per les donacions imperials. Progressivament van perdre influència a les seves dependències, i finalment a la ciutat mateixa, on el comú va assolir moltes funcions. El 1198 la comuna de la ciutat es va posar al capdavant de la lliga de ciutats de Romanya contra l'emperador i, en aquestes condicions, el Papa va poder imposar-hi fàcilment el seu domini, un domini que després fou reconegut per Otó IV i Frederic II.
La guerra del 1218 va donar pas a l'establiment de la senyoria dels Traversari fins al 1240. Després d'un govern de vicaris imperials va tornar al papa (1248), i de fet als Traversari, fins que el 1275 es va establir la senyoria dels Polentani (de Polenta), que va durar fins al 1440, quan la ciutat fou annexionada per la República de Venècia.
El 1509 el podestà Marcello i el capità venecià Zeno van resistir-hi als pontificis, però després de la derrota d'Agnadello la ciutat fou cedida al Papa i, el 1512, fou saquejada pels francesos. Breument ocupada pels venecians aliats del Papa, el 1527, la van reintegrar el 1529 i va romandre dels Estats Pontificis fins al 1796. El maig de 1636 fou parcialment destruïda per una inundació i llavors va començar l'assecament de canals i maresmes per reduir la possibilitat d'inundacions, i l'establiment de la zona agrícola a la rodalia.
El 1796 fou ocupada pels francesos i el 1797 inclosa en la República Cisalpina, convertida en República Italiana el 1802, i en Regne napoleònic d'Itàlia el 1805. El Papa la va recuperar el 1814 i el 1815 el Congrés de Viena li va confirmar la possessió. El 1859 fou ocupada pels piemontesos i el 1861 inclosa formalment al Regne de Sardenya, que tot seguit va esdevenir Regne d'Itàlia (1861-1946) i, després de la Segona Guerra Mundial, la República Italiana.

## Fills il·lustres
- Antonio Traversari (1810-1860), compositor musical.
- Angel Mariani (1822-1873), compositor i director d'orquestra.
- Giuseppe Vitali (1875-1932), matemàtic.